# Les Guerriers du silence (trilogie)
Pour l'adaptation en BD, voir Les Guerriers du silence.
Les Guerriers du silence est une trilogie de space fantasy (science-fiction) écrite par Pierre Bordage, composée des trois romans Les Guerriers du silence (1993), Terra Mater (1994) et La Citadelle Hyponéros (1995). Pierre Bordage a reçu, en 1994, le Grand prix de l'Imaginaire et le prix Julia-Verlanger pour Les Guerriers du Silence ; en 1996, c'est La Citadelle Hyponéros qui lui apporte le prix Cosmos 2000.
Le premier tome s'est vendu à plus de 50 000 exemplaires, et cette trilogie doublement primée est considérée comme une œuvre majeure du renouveau de la science-fiction française. Elle met en scène un groupe de personnages dépositaires d'un savoir ancien nommé la « science inddique », pendant l'inexorable ascension d'un pouvoir impérial universel autoritaire.

## Écriture et publication
C'est en 1985, alors qu'il habite dans le Gers, a du temps et des économies devant lui, que Pierre Bordage écrit le premier roman, en six mois, à la main et sur un grand cahier d'écolier. Cette expérience d'écriture, qu'il qualifie de « jaillissement » et dont il n'a jamais connu l'intensité une seconde fois, ne débouche pas sur une édition immédiate puisque le milieu de la SF française est sinistré, ce que Pierre Bordage ignore à l'époque.
En 1993, Pierre Bordage propose Les Guerriers du silence à Pierre Michaut, directeur de L'Atalante qui accepte de le publier en trois volumes et en grand format. Le premier tome est un succès inattendu qui se vend à 50 000 exemplaires, chiffre de vente rarement atteint en science-fiction francophone, et reçoit le grand prix de l'Imaginaire et le prix Julia-Verlanger. Ce cycle introduit de la densité et une dimension psychologique particulière au sein du genre du space opera.
L'Atalante publie les deux autres tomes de la trilogie. Le dernier, La Citadelle Hyponéros, récompensé du prix Cosmos 2000, est considéré comme « l'un des chefs-d'œuvre de la science-fiction française » par Le Figaro.

## Synopsis
Dans un lointain futur, l'humanité, qui a quitté la Terre voilà des milliers d'années dans des circonstances que tous ont depuis fort longtemps oubliées, a essaimé dans la galaxie et fondé la Confédération de Naflin, qui regroupe une centaine de mondes aux climats et aux coutumes souvent très différents les uns des autres. Un système usé et corrompu, qui doit désormais composer avec la présence de plus en plus envahissante de mystérieux humanoïdes télépathes baptisés les « Scaythes d'Hyponéros ». Sous leur influence, la confédération se fait place à l'Ang'Empire, tandis que l'inquiétante et très radicale religion du Kreuz se répand, s'imposant par d'horribles massacres, l'inquisition mentale et le lavage de cerveau quasi systématique des populations conquises.
Au moment où commence l'histoire, les Scaythes s'efforcent d'éliminer les derniers maîtres de la science inddique, dont les connaissances constituent une menace pour l'Hyponéros et leurs plans de conquête. L'un d'entre eux, Sri Alexu, est assassiné par les mercernaires de Pritiv, d'impitoyables tueurs auxquels sa fille Aphykit parvient miraculeusement à échapper. Aidée par les quelques rudiments de science inddique que lui a enseigné son père, la jeune femme tente de rejoindre Point Rouge, une planète torride sur laquelle sont déportés les pires criminels et dissidents politiques des autres mondes, pour y retrouver Sri Mitsu, un autre maître inddique, condamné à l'exil pour relations contre nature, auprès duquel elle espère compléter sa formation. Au cours de sa fuite, elle rencontre Tixu Oty, obscur petit employé de la Compagnie intergalactique longs transferts (CILT), qui tombe sous son charme et s'élance dans son sillage, avec la ferme intention de la tirer des griffes de ses poursuivants.

### Les Guerriers du silence
- Les Guerriers du silence, 1993  (ISBN 2-905158-69-7)Grand prix de l'Imaginaire et Prix Julia-Verlanger en 1994.

Découvrant l'identité des trois derniers maîtres de la science inddique, les Scaythes d'Hyponéros font exiler Sri Mitsu et assassiner Sri Alexu. Aphykit, la fille de ce dernier, parvient à s'enfuir, et avec l'aide de Tixu Oty, à gagner Point Rouge, trop tard car Sri Mitsu est assassiné tandis qu'Aphykit est capturée et vendue sur le marché aux esclaves. Tixu Oty, qui vient d'échapper à la mort et de découvrir ses pouvoirs, la rejoint et la délivre, mais elle est récupérée par les chevaliers de l'Ordre absourate. Elle lui fait don de l'antra, ou son de vie, avant de partir.
Pendant ce temps, le seigneur de Syracusa, Menati Ang, se fait couronner Empereur de la galaxie avec le soutien des Scaythes et ordonne la destruction du monastère absourate sur Selp Dik. Le maître de l'Ordre absourate et troisième maître de la science inddique, le mahdi Seqoram, ne peut les soutenir car il a été assassiné quarante ans plus tôt. Les chevaliers absourates sont massacrés. Tixu Oty sauve Aphykit du monastère et de la maladie qui la ronge, tous deux gagnent Terra Mater où les attend Shari Rampouline, le dernier habitant de la planète et le troisième « guerrier du silence ».

### Terra Mater
- Terra Mater, 1994  (ISBN 2-84172-087-X)

Les Scaythes d'Hyponéros préparent la nouvelle phase de leur plan grâce à l'avènement des effaceurs, des Scaythes capables de déprogrammer et de reprogrammer les esprits humains. Sous l'influence de l'un d'entre eux, le cardinal Fracist Bogh assassine le muffi Barofill le Vingt-quatrième, chef suprême de l'Église kreuzienne, et prend sa place, sous le nom de Barofill le Vingt-cinquième.
Pendant ce temps, Shari quitte Terra Mater à la recherche des annales inddiques, mais se perd et atterrit sur Ephren où il est recueilli et caché par Oniki Kay. Ils sont découverts : Shari disparaît tandis qu'Oniki, enceinte, est proscrite et placée sous surveillance par les Scaythes locaux. Puis c'est Sri Lumpa (titre acquis par Tixu Oty) qui disparaît à la recherche de l'Hyponéros, laissant Aphykit et leur fille Yelle sur Terra Mater.
Sur Ut-Gen, petite planète contaminée par une explosion nucléaire, le jeune Jek At-Skin s'enfuit de chez ses parents, nouveaux adeptes du Kreuzianisme. Il bénéficie de l'aide des mutants et du Viduc Papironda, pirate de l'espace, pour arriver sur la lune de glace Jer Salem, sur l'amas de Neorop, en compagnie d'un prince déchu de ce monde, San Francisco, de sa fiancée Phoenix et de deux Syracusains. Condamnés par les dirigeants jersalémines, ils sont sauvés par des migrateurs célestes légendaires, les xaxas, qui les déposent sur Terra Mater. Là, ils sont piégés et cryogénisés par l'un des Syracusains, Marti de Kervaleur, en réalité possédé par un germe scaythe. Seul Jek parvient à se sauver, et rencontre Shari, qui lui promet de lui apprendre la science inddique.

### La citadelle Hyponéros
- La Citadelle Hyponéros, 1995  (ISBN 2-84172-088-8)Prix Cosmos 2000 en 1996.

Jek et Shari parviennent jusqu'aux annales inddiques et découvrent qu'ils doivent être douze à y pénétrer pour sauver l'humanité. Ils partent sauver Aphykit, Yelle, San Francisco et Phoenix cryogénisés dans le palais muffial, ralliant en même temps Fracist Bogh et Whu Phan-Li.
Pendant ce temps, Tixu Oty est entré dans la citadelle Hyponéros, en réalité un ordinateur géant réactivé par l'Incréé, et découvre la dernière étape de son plan : utiliser son propre corps pour piéger les guerriers du silence. En initiant cette étape, l'Hyponéros détruit également tous les Scaythes, semant la panique dans l'Empire.
Dans l' El Guazer, un vaisseau abritant les descendants d'exilés terriens, Ghë découvre qu'elle est l'une des douze élues, ce qui n'est pas du goût des dirigeants. Elle s'échappe avec l'aide de révolutionnaires et parvient à se poser sur Terra Mater. Avec Oniki et Tau Phraïm ramenés d'Ephren par Shari, onze des douze sont réunis.
C'est à ce moment que Tixu arrive sur Terra Mater, possédé par l'Incréé. Il tente de détruire l'harmonie des onze guerriers du silence en leur insufflant la haine et le désespoir, mais leur amour triomphe de lui. L'Incréé est éloigné pour quelques millions d'années, et Tixu meurt dans le processus. Les onze autres se dispersent et fondent chacun de leur côté un ordre destiné à maintenir vivante la tradition de l'antra, à l'exception de Tau Phraïm qui devient le nouveau gardien des annales inddiques. Le roman se termine par un épilogue, où l'on apprend que leur vie est devenue une légende, et que des religions se sont élevées sur les ordres qu'ils avaient fondés.

## Personnages

### Les douze guerriers du silence
- Tixu Oty / Sri Lumpa : au départ un obscur employé alcoolique de la Compagnie intergalactique longs transferts. Sa vie change le jour où il rencontre Aphykit Alexu en fuite et où il échappe à la mort grâce à des lézards géants, ce qui lui vaut son surnom de Sri Lumpa, « seigneur lézard ». Initié à l'antra par Aphykit, il apprend à voyager par la pensée.
- Aphykit Alexu / Naia Phykit : fille de Sri Alexu, un maître de la science inddique. Elle prend la fuite lors de l'assassinat de son père et bénéficie de l'aide de Tixu Oty qu'elle initie au pouvoir inddique, avant de devenir son épouse.
- Yelle : la fille de Tixu et Aphykit, elle a le pouvoir de sentir l'avancée du néant qui menace et qu'elle appelle le « blouf ». Il semble également qu'elle bénéficie d'une certaine prescience.
- Shari Rampouline / Le mahdi Shari des Hymlyas : un des derniers habitants de la Terre, il est initié par un mystérieux ermite, le fou des montagnes. Il apprend à faire voler les pierres puis rencontre Tixu et Aphykit. Sa recherche de la sagesse le pousse à entreprendre une longue errance entre les mondes, au cours de laquelle il rencontre Oniki Kay. C'est lui qui découvre les annales inddiques.
- Jek At-Skin : né sur la planète radioactive Ut-Gen, il découvre ses pouvoirs d'humain-source en apaisant une tribu de hyènes du désert, ce qui lui vaut le surnom de « Prince des hyènes ». Serait il l'élu des Jersalémines ?
- San Frisco : autrefois prince de la tribu des Américains de Jer Salem, il a été condamné à l'exil pour hérésie. Il est devenu pirate de l'espace sous le nom de San Frisco en tant que second du Viduc Papironda, et a rencontré Jek au cours de son voyage lorsque ce dernier voulu quitter Ut-Gen. Grâce au mot de l'Abyn Elian il peut se rendre invisible durant quelques secondes. Il maîtrise le combat à armes blanches.
- Phoenix : la fiancée de San Frisco, originaire du même monde que ce dernier. Grâce au mot de l'Abyn Elian elle peut aussi se rendre invisible durant quelques secondes.
- Oniki Kay : membre d'une corporation féminine sur Ephren, cette thûta très agile est une vraie acrobate des orgues, elle est proscrite pour avoir aimé Shari. Exilée sur une île, elle y donne naissance à Tau Phraïm.
- Tau Phraïm : le fils de Shari et d'Oniki, il sait parler aux serpents du corail et se mouvoir de la même façon qu'eux : silencieusement, rapidement et habilement. Malgré son très jeune âge il semble bénéficier d'une maturité précoce, encore plus que Yelle.
- Fracist Bogh : éduqué par l'Église kreuzienne, il en devient le muffi (le grand maître) sous le nom de Barofill le Vingt-cinquième. Ce sont les révélations post-mortem de son prédécesseur Barofill le Vingt-quatrième qui le persuadent de se ranger aux côtés des guerriers du silence. Il apprend les graphèmes inddiques de protection et de guérison, ce qui lui permet d'échapper aux inquisitions mentales et de soigner Ghë.
- Ghë : passagère de l' El Guazer, un convoi de vaisseaux d'exilés terriens, elle se voit révéler qu'elle est une des douze élus au cours d'une transe. Elle sera la seule survivante du convoi. Elle maîtrise la télépathie.
- Whu Phan-Li : le dernier chevalier de l'Ordre absourate, reconverti en trafiquant d'enfants et ramené dans le droit chemin par une voyante. Comme tout chevalier de l'ordre absourate vétéran, il tue par le cri et maîtrise le combat rapproché.

### Autres personnages importants
Les guerriers du silence prennent une telle place dans l'histoire qu'il est difficile de voir émerger d'autres personnages importants. On peut cependant citer :
- Le connétable Pamynx, un Scaythe d'Hyponéros qui est le tout premier personnage que l'on découvre dans l'histoire et pièce maitresse de la première étape du plan des maîtres Germes.
- Menati Ang, seigneur de Syracusa puis empereur de la galaxie, manipulé par les Scaythes d'Hyponéros.
- Le sénéchal Harkot, un Scaythe volontairement « inachevé » par l'Hyponéros dans le but de simuler des sentiments humains.
- Marti de Kervaleur, noble syracusain en fuite et possédé par un germe scaythe, qui s'échoue sur la Libre Cité de l'Espace avant de rencontrer Jek et San Frisco.
- Le Muffi Barofill le Vingt-quatrième, grand pontife de l'église du Kreuz, à la fois profondément pervers, roué, manipulateur et œuvrant dans l'ombre contre les Scaythes.

## Personnages secondaires
- Ranti Ang : gouverneur de Syracusa[10]
- Spergus Sibar : jeune éphèbe originaire du satellite Osgor, fils d'humbles commerçants et amant de Ranti Ang.
- Arghetti Ang : ancien gouverneur de Syracusa, père de Ranti Ang et Menati Ang.
- Sibrit Ang : épouse de Ranti Ang.
- Alloïst de Ma-Jahi : grand ami d'Arghetti Ang et père de Sibrit Ang.
- Glaktus Quemil : négociant de Point-Rouge, son prénom est devenu un nom propre désignant un homme frappé d'obésité pathologique et exploitant ses semblables sans vergogne.
- Tist d'Argolon : grand courtisan à la cour de Syracusa.
- Stry Wortling : régent de Marquinat.
- Kacho Marum : ima sadumba de la forêt profonde, gardien sacré et ami des lézards sur Deux-Saisons.
- Filp Asmussa : troisième fils de Dons Asmussa, seigneur de Sbarao et des Anneaux, aspirant chevalier absourate.

## Autres informations
- paritole : adjectif péjoratif , qui désigne un étranger pour les habitants de Syracusa.
- Inddique : langue vernaculaire parlée sur terre par les Ameurynes.
- Untra ou Uctra : Sons particuliers, hymnes de mort de la langue Inddique.

## Forces en présence
- Les mercernaires de Pritiv : Tueurs assassins redoutables membre d'une obscure secte fondée à l'origine par des chevaliers absourates dissidents.
- Les Françaos de la Camorre : la Mafia basée sur Point-rouge, véritable organisation avec ses propres lois et son code.
- La Confédération de Naflin : elle regroupe une centaine de planètes des plus diverses, chacune dotée d'un gouvernement quasi-autonome. L'assemblée des gouverneurs, l'asma, est piégée au début du roman sur Syracusa et ses participants massacrés par les Scaythes d'Hyponéros, ce qui permet la création de l'Empire.
- L'Ang'empire : c'est sur le conseil des Scaythes que Ranti Ang, le gouverneur de Syracusa, organise le coup d'État qui lui permet de piéger l'asma de la Confédération. Mais, trahi par ses alliés, il est remplacé par son frère Menati Ang. L'Empire supprime alors les gouvernements des planètes et rend la religion kreuzienne obligatoire partout, préparant l'expansion des Scaythes d'Hyponéros.
- L'Église kreuzienne : bien que son prophète, nommé le « Kreuz », semble prôner des idéaux différents, l'Église kreuzienne se caractérise par son intolérance et par le terrifiant supplice de la croix-de-feu auquel elle condamne les hérétiques. Elle devient une puissante arme des Scaythes avant de s'effondrer sur elle-même.
- L'Ordre des chevaliers absourates : créé par Bertelin Naflin, le fondateur de la Confédération, cet ordre utilisait les pouvoirs de la science inddique pour maintenir la paix entre les mondes. Mais depuis l'assassinat de son dernier maître, le mahdi Seqoram, il n'est plus qu'une coquille vide qui sera anéantie en quelques heures par les Scaythes.
- Les Scaythes d'Hyponéros : originaires du monde mystérieux d'Hyponéros, ces êtres se sont imposés progressivement, en particulier à la création de l'Empire. Organisés télépathiquement et dirigés par les « maîtres germes » d'Hyponéros, ils agissent selon un plan extrêmement précis, dont le but est de priver les humains de leur énergie créatrice et de détruire ainsi l'univers.
- La Lune Rouque : réseau de résistance aux Scaythes et à l'Empire, composé d'Osgorites et soutenu par Barofill le Vingt-quatrième.
- d'autres groupes comme les Trars, les thûtas d'éphren et le peuple de Jer-Salem.

## Mondes
Bella SyracusaJoyaux de la civilisation, c'est l'une des plus belles et des plus riches planète de l'univers. Le siège de l'Église kreuzienne ; elle devient la capitale de l'Empire galactique.
Deux-SaisonsUne petite planète primitive au climat exécrable (d'où son nom) où Tixu Oty a été affecté par la Compagnie intergalactique longs transferts. C'est le lieu de sa première rencontre avec Aphykit Alexu.
Point-RougeRéfuge des raskattas, ceux placés à l'index s'y exilent, c'est une planète où règnent les trafics en tous genres, plus particulièrement d'esclaves. La Confédération y envoie ses exilés.
MarquinatGouverné par la famille Wortling, c'est la planète d'origine de Fracist Bogh.
OrangePlanète d'origine de Tixu Oty et de Bilo Maitrelly.
FranziaPlanète équatoriale, dont la capitale est nea-marsilla, grand terrain de chasse touristique, c'est également la planète qui accueille le satellite Jer Salem, de la communauté des Jersalemites.
SbaraoPlanète aux multiples anneaux, dont Filp Asmussa (Chevalier Absourate) est de lignée royale.
Sixième anneau de SbaraoAnneau sur lequel Whu Phan-Li a erré pendant une vingtaine d'années.
Selp DikPlanète abritant le monastère de Houhatte, la base de l'Ordre absourate. Le monastère sera détruit sur les ordres des Scaythes d'Hyponéros. Cette planète est composée à 90 % d'océans.
Ut-GenPanète devenue radioactive à la suite d'une catastrophe nucléaire, c'est la planète d'origine de Jek.
EphrenUne planète entourée de corail à l'écosystème fragile. C'est la planète d'origine d'Oniki Kay et de Tau Phraïm.
La Libre Cité de l'EspaceUne station spatiale créée par les opposants à l'Empire.
Jer SalemUne planète recouverte de glace et dont les habitants vivent dans l'attente des « xaxas » et de leur départ pour un monde meilleur, la Jer Salem céleste. C'est la planète d'origine de San Francisco et Phoenix. Sa population sera éradiquée sous les ordres de Barofill le Vingt-cinquième.
La Terre ou Terra Materdans l'esprit de beaucoup d'humains, la Terre-mère n'est plus guère qu'un mythe, et les circonstances de leur exode demeurent floues. Après l'extermination de ses derniers habitants, elle devient le point de rassemblement des guerriers du silence.
Arratan ou  HyponérosUn astéroïde non loin du centre de la galaxie. C'est là que se trouve la citadelle Hyponéros, le « berceau » des Scaythes.

## Réception critique
Récompensé de deux prix, ce cycle est globalement bien accueilli par la critique. Il est souvent comparé à la trilogie de La Guerre des étoiles (qui d'ailleurs figure parmi les sources d'inspiration de l'auteur) et au roman Le Loup des étoiles d'Edmond Hamilton. Loin d'être une simple succession d'événements épiques, ces trois romans font se mêler la philosophie, la sociologie, l'ethnologie et une certaine poésie. Les descriptions précises des différents mondes et surtout le relief des caractères des personnages, à la fois par leur portrait psychologique et leur dimension spirituelle, en sont les principaux points forts. L'action des romans rend le tout difficile à lâcher.
La Citadelle Hyponéros est considéré comme « l'un des chefs-d'œuvre de la science-fiction française » par Le Figaro. Le principal reproche sur ces romans concerne leurs fins, vues comme trop happy end et remplies de bons sentiments, l'auteur ne cachant pas avoir lui-même un côté fleur bleue.